# Vladimír Kudrna
Vladimír Kudrna (22. prosince 1923, Praha - 2. listopadu 1991) byl český sportovní střelec, který reprezentoval Československo. V roce 1959 se v Miláně stal mistrem Evropy ve velkorážní pistoli. Na ME v Bukurešti roku 1965 přidal do sbírky stříbro. Jedno individuální stříbro přivezl i z mistrovství světa (Moskva 1958). Krom toho má několik medailí kolektivních. Zúčastnil se dvou olympijských her, v obou případech v disciplíně libovolná pistole. Na hrách v Římě roku 1960 skončil sedmý, za čtyři roky v Tokiu osmnáctý. Roku 1959 skončil v anketě Sportovec roku na sedmém místě.